# 31-ви AVN награди
31-вата церемония по връчване на AVN наградите е събитие, на което списание „AVN“ представя своите годишни AVN награди в чест на най-добрите порнографски филми, изпълнители и продукти за възрастни за 2013 г. в САЩ.
Церемонията се състои на 18 януари 2014 г. в зала „Джойнт“ на „Хардрок хотел и казино“ в Лас Вегас, САЩ.
„Подземен свят“ е избран за филм на годината, като печели също категорията за най-добра драма и още седем други награди, включително и носи наградата за най-добър режисьор на игрален филм на Брад Армстронг. Аксел Браун печели награда за режисьор на годината за рекорден четвърти пореден път.
Реми Лакроа е определена за най-добра актриса за ролята си в романтичния филм „Изкушението на Ева“, а Томи Пистъл печели категорията за най-добър актьор с изпълнението си като Ашли Джей Уилямс в порнофилма на ужасите „Глава на злото“.
С наградата за изпълнителка на годината е удостоена Бони Ротън, а Мия Малкова получава приза за най-добра нова звезда. При мъжете Мануел Ферара е обявен за рекорден пети път за изпълнител на годината.

## Водещи, домакини и специални гости на церемонията
Водещи на шоуто по връчване на наградите са порнографските актриси Шанел Престън и Саманта Сейнт, както и актрисата и комедиантка Ребека Кочан, а трофейни момичета са Еви Фокс и Емили Остин.
Домакини на „червения килим“ преди шоуто са Дейна Диармонд и Никол Анистън.
Музикален гост на церемонията е рапърът Машин гън Кели.
По време на изпълнението на Машин гън Кели на песента „Baddest“ порноактрисата Реми Лакроа танцува със светещ хавайски обръч.
Бранди Анистън изпълнява бурлеска танц заедно с Наташа и Джейми от клуба „Hell's Belles Burlesque“.
Презентатори (обявяват номинираните, носителя и връчват отличието) на наградите в отделните категории са (по реда на представяне на церемонията):
| Презентатор                                                                       | Презентирана награда                                                                                                |
| --------------------------------------------------------------------------------- | --- |
| Бранди Анистън, Дани Даниълс и Ксандър Корвус                                     | Представят наградата за най-добра секс сцена момиче/момиче                                                          |
| Дейв Наваро, Пени Пакс и Стоя                                                     | Представят наградите за най-добро представяне на звезда, най-добра сцена с орален секс                              |
| Джеса Роудс, Джена Джей Рос и Томи Пистъл                                         | Представят наградите за най-добра сцена момиче/момче, най-добър романтичен филм                                     |
| Франческа Ли и Марк Ууд                                                           | Представят наградата за най-горещо дупе                                                                             |
| Барет Блейд, Мади О'Райли и Съмър Брийл                                           | Представят наградите за най-добра нова звезда, най-добър актьор, най-добра сцена с анален секс, най-добър BDSM филм |
| Райли Рийд, Стивън Сейнт Кроа и Даника Дилън                                      | Представят наградите за най-добра актриса, най-добра пародия – драма                                                |
| Аксел Браун, Райли Стийл и Тери Уайгъл                                            | Представят наградите за изпълнител на годината, транссексуален изпълнител на годината, изпълнителка на годината     |
| Нина Хартли и Съни Лейн                                                           | Представят наградата за най-добра секс сцена в чуждестранна продукция, най-добра пародия – комедия                  |
| Пол Фишбърн, Аса Акира, Саманта Сейнт, Джесика Дрейк, Сторми Даниълс, Кейлани Лий | Представят наградата за визия                                                                                       |
| Принс Яшуа, Джеси Джейн, Аш Холиууд                                               | Представят наградите за най-добра драма, режисьор на годината                                                       |
| Рон Джереми, Алисън Муур и Джоана Ейнджъл                                         | Представят наградата за филм на годината                                                                            |

## Носители на награди
Категориите на 31-вите AVN награди са обявени на 20 септември 2013 г. Номинираните филми, изпълнители и продукти са анонсирани на 15 ноември 2013 г., като в тях се включват само такива продукции и изпълнители в тях, които са публикувани в периода от 1 октомври 2012 г. до 7 октомври 2013 г. Носителите на наградите са представени на церемонията на 18 януари 2014 г.

### Индивидуални награди – жени
| Категория                             | Носителка | Номинирани |
| ------------------------------------- | --------- | --- |
| Изпълнителка на годината              |           | Аса Акира Аника Олбрайт Бейли Блу Дейна Диармонд Дани Даниълс Али Хейз Реми Лакроа Мади О'Райли Шанел Престън Райли Рийд Скин Даймънд Шийна Шоу Саманта Сейнт Джейда Стивънс |
| Най-добра нова звезда                 |           | Ей Джей Апългейт Кейси Калвърт Тийл Конрад Дилън Харпър Мелъди Джордан Кенеди Лий Кристи Мак Зои Монро Рейвън Рокет Джеса Роудс Рики Сикс Синди Старфал Наталия Стар Джоди Тейлър |
| Най-добра актриса                     |           | Аника Олбрайт – „Това е да напуснеш Лас Вегас XXX“ Лекси Бел – „Трябвало да бъде“ Алектра Блу – „Получаване на обучение“ Джесика Дрейк – „Секспионаж: Хрониките на Дрейк“ Тара Лин Фокс – „Това не е Родина XXX“ Али Хейз – „Продавачи ХХХ“ Джеси Джейн – „Кодекс на честта“ Съни Лейн – „Стриптизьорката 2“ Бруклин Лий – „Зад зелената врата“ Адриана Луна – „Самотният рейнджър ХХХ“ Мади О'Райли – „Не е магьосникът от Оз ХХХ“ Пени Пакс – „Подчинението на Ема Маркс“ Рейвън Рокет – „Джия: лесбийски супермодел“ Дженифър Уайт – „Стриптизьорката“ |
| Най-добра поддържаща актриса          |           | Бейли Блу – „Промяна на сърцето“ Алиса Бренч – „Шаферките“ Дейна Диармонд – „Университетска оргия“ Алексис Форд – „Just In Beaver Fever“ Зоуи Холоуей – „Завръщане“ Частити Лин – „Чиновници XXX“ Одил – „Daddy's Girls“ Шанел Престън – „Лавърн & Шърли XXX“ Джеса Роудс – „Бикини извън закона“ Клер Робинс – „Какво искаш да кажеш?“ Саманта Райън – „Човекът от стомана XXX“ Стоя – „Кодекс на честта“ Тринити Ст. Клеър – „Бриолин XXX“ Кристи Стивънс – „Това е „Мръсни танци“ XXX“                                                                 |
| Чуждестранна изпълнителка на годината |           | Валентина Напи Италия · Клеър Кастел Франция · Ава Далуш Великобритания · Джесмин Джей Великобритания · Аниса Кейт Франция · Кайен Клайн Унгария · Хенеси Русия · Синди Хоуп Унгария · Лиен Паркър Унгария · Марика Хейс Япония · Анна Полина Франция · Никита Белучи Франция · Саманта Бентли Великобритания · Ивана Шугар Украйна · Тифани Дол Франция |
| MILF изпълнителка на годината         |           | Ейва Адамс Джулия Ан Лиса Ан Вероника Авлъв Чери Дивайл Франческа Ли Кендра Луст Кели Медисън Зои Холоуей Рейвнес Магдалена Ст. Майкълс Индия Съмър Таня Тейт Джоди Уест |
| Лесбийска изпълнителка на годината    |           | Ели Александра Лили Кейд Джъстин Джоли Малена Морган Принцес Сами Роудс Рейвън Рокет Лейла Роуз Син Сейдж Спенсър Скот Анджела Сомърс Селесте Стар Суверен Сайр Тейлър Виксън |
| Невъзпята звезда на годината          |           | Бритни Амбър Бриджит Би Юризан Белтран Миша Брукс Кортни Къмз Тия Сайръс Ники Делано Пресли Харт Джейдън Джеймс Кендъл Керсън Тори Лейн Джеси Лий Прокси Пейдж Арабел Рафаел Джена Дж. Рос |

### Индивидуални награди – мъже
| Категория                           | Носител               |
| ----------------------------------- | --------------------- |
| Изпълнител на годината              | Мануел Ферара         |
| Най-добър актьор                    | Томи Пистъл           |
| Чуждестранен изпълнител на годината | Роко Сифреди · Италия |

### Други индивидуални награди
| Категория                             | Носителка     |
| ------------------------------------- | ------------- |
| Режисьор на годината                  | Аксел Браун   |
| Мейнстрийм зведа на годината          | Джеймс Дийн   |
| BBW изпълнителка на годината          | Ейприл Флорес |
| Транссексуален изпълнител на годината | Ева Лин       |

### Награди за изпълнение на сцени
| Категория                                         | Носители                                                                                   |
| ------------------------------------------------- | ------------------------------------------------------------------------------------------ |
| Най-добра соло секс сцена                         | Мади О'Райли – „Не е магьосникът от Оз ХХХ“                                                |
| Най-добро закачливо изпълнение                    | Аника Олбрайт – „Аника“                                                                    |
| Най-добра секс сцена момиче/момче                 | Райли Рийд и Мандинго – „Мандинго клане 6“                                                 |
| Най-добра сцена с орален секс                     | Скин Даймънд – „Кожа“ (сцена 1)                                                            |
| Най-добра сцена с анален секс                     | Аника Олбрайт и Мик Блу – „Аника“                                                          |
| Най-добра секс сцена с двойно проникване          | Скин Даймънд, Марко Бандерас и Принс Яшуа – „Кожа“                                         |
| Най-добра секс сцена момиче/момиче                | Райли Рийд и Реми Лакроа – „Треска за момиче“                                              |
| Най-добра секс сцена с тройка момиче/момче/момче  | Аника Олбрайт, Джеймс Дийн и Рамон Номар – „Аника“                                         |
| Най-добра секс сцена с тройка момиче/момиче/момче | Райли Рийд, Реми Лакроа и Мануел Ферара – „Реми 2“                                         |
| Най-добра сцена с групов секс                     | Бони Ротън, Карло Карера, Тони Дисерджо, Мик Блу и Джордан Аш – „Генгбенгът на Бони Ротън“ |
| Най-добра сцена с безопасен секс                  | Джесика Дрейк и Брад Армстронг – „Секспионаж: хрониките на Дрейк“                          |
| Най-добра POV секс сцена                          | Кенеди Лий и Джулс Джордан – „Неограничена играчка за шибане: Кенеди Лий“                  |
| Най-жестока секс сцена                            | Шанел Престън и Риан Мадисън – „Вземи моя колан“                                           |
| Най-добра секс сцена в чуждестранна продукция     | Алеска Даймънд, Анна Полина, Тара Уайт, Ейнджъл Пиаф, Рита и Майк Анджело – „Наивните“     |
| Транссексуална секс сцена                         | Зои Монро и Жаклин Уудс – „Диви приключения 38“                                            |

### Награди на феновете
| Категория                 | Носители         |
| ------------------------- | ---------------- |
| Най-добро тяло            | Джейдън Джеймс   |
| Най-добри гърди           | Кагни Лин Картър |
| Най-горещо дупе           | Алексис Тексас   |
| Любима порнозвезда – жена | Райли Стийл      |
| Любима порнозвезда – мъж  | Джеймс Дийн      |
| Най-горещ MILF            | Лиса Ан          |
| Най-обещаваща нова звезда | Кристи Мак       |
| Звезда в социалните медии | Лекси Бел        |
| Любимо студио             | Брейзърс         |

### Награди за филмови продукции
- Филм на годината: „Подземен свят“, Уикед Пикчърс
- Най-добра драма: „Подземен свят“, Уикед Пикчърс
- Най-добро издание само с момичета: „Мяу! 3“, Дженарейшън Х/Джулс Джордан
- Най-добри серии само с момичета: „Беладона: без предупреждение“, Беладона/Ийвъл Ейнджъл
- Най-добро анално издание: „Мокри дупета 2“, Джулс Джордан видео

## Зала на славата
| Създатели на бранша                    | Видео бранш (актриси)                                            | Видео бранш (актьори)                                                                      |
| -------------------------------------- | ---------------------------------------------------------------- | ------------------------------------------------------------------------------------------ |
| Кевин Бийчъм Тед Блит Морти Гордън     | Кацуни Сторми Даниълс Мелиса Хил Тейлър Сейнт Клеър Уенди Уилямс | Барет Блейд Шайлър Коби Роби Д. Дерек Хай Скот Лайънс Ник Манинг Ерик Мастерсън Мистър Пит |
| Администратори в бранша                | Продукти за удоволствие                                          | Създатели на интернет бранша                                                               |
| Джери Е Адам Х. Ед Кейл & Марти Търкъл | Лави Йедид Робърт Пайн Рейчъл Венинг и Клеър Кавана              | Анджи Роунтри Морис (Freeones.com) Mark „Greenguy“ Дженкинс                                |